# Lasiodora boliviana
Lasiodora boliviana là một loài nhện trong họ Theraphosidae.
Loài này thuộc chi Lasiodora. Lasiodora boliviana được Eugène Simon miêu tả năm 1892.